# Тролейбус Ліможа
Тролейбус Ліможа (фр. Trolleybus de Limoges) — тролейбусна мережа французького міста Лімож. Одна з трьох діючих тролейбусних мереж Франції.

## Історія
Перші тролейбуси на вулицях міста з'явились влітку 1943 року. За задумом тодішньої міської влади тролейбус повинен був замінити сильно зношену трамвайну систему міста, що і сталося у наступні декілька років. Останній трамвайний маршрут був замінений тролейбусом у 1951 році, у 1953 сталося чергове розширення мережі. Останнє велике розширення відбулося у середині 1960-х, після чого конфігурація системи та нумерація маршрутів фактично не змінювалась.

## Маршрути

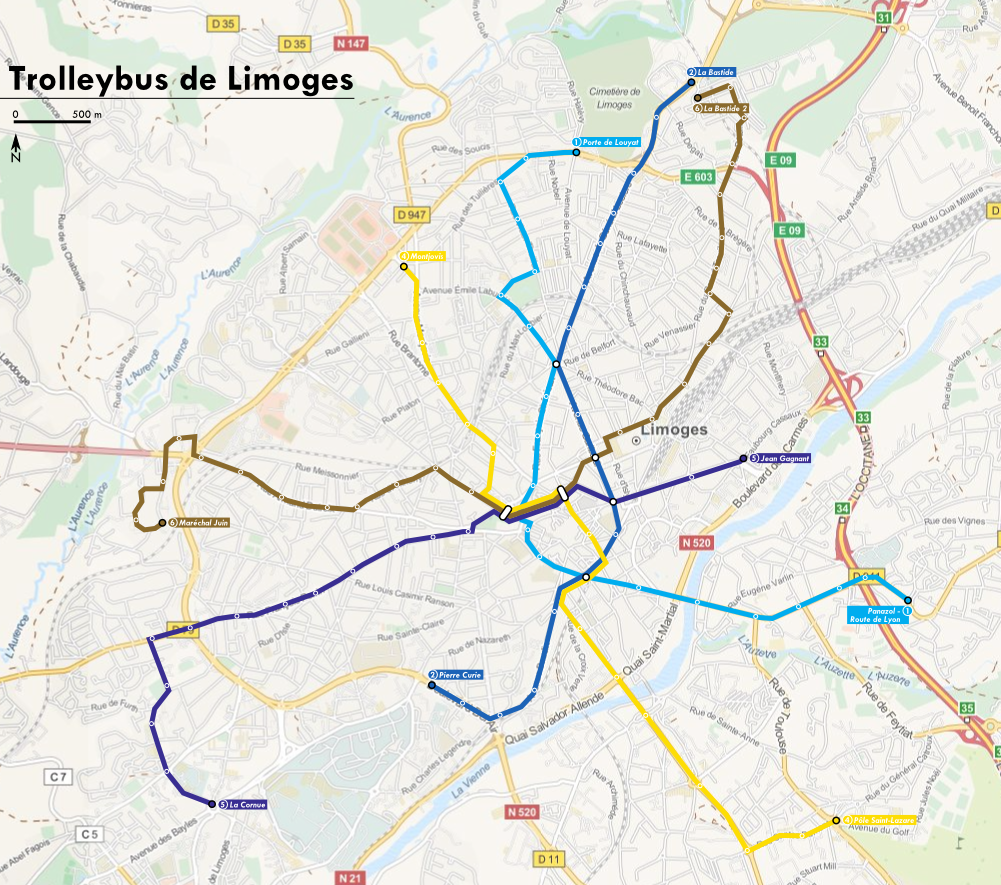
Тролейбусні маршрути Ліможа

Станом на початок 2021 року в місті 5 діючих маршрутів. Рух тролейбусів починається після 6 години ранку та закінчується приблизно о 9 вечора, інтервал руху в середньому становить 10 хвилин.
- Маршрут № 1 — відкритий у 1951 році. Проходить з півночі (вулиця Віженаль) на схід, де виходить за межі міста та прямує до передмістя Паназоль. Всього на маршруті 21 зупинка, подорож між кінцевими зупинками займає близько 30 хвилин.
- Маршрут № 2 — історично перший маршрут відкритий у 1943 році. Проходить з півночі (бульвар Роберта Шумана) на південь (бульвар Бель Ер). На маршруті 18 зупинок, подорож займає 25 хвилин.
- Маршрут № 4 — відкритий у 1947 році, проходить з північного заходу (проспект Парк) на південний схід (Понт Сент Лазарь). На маршруті 17 зупинок, подорож приблизно займає 23 хвилини.
- Маршрут № 5 — відкритий у 1951 році, проходить зі сходу (проспект Жан Ганан) на захід, де виходить за межі міста та прямує до передмістя Іль. 18 зупинок, подорож приблизно займає 28 хвилин.
- Маршрут № 6 — відкритий у 1945 році, проходить з півночі (район La Bastide 2) на захід (вулиця Марешаль Жуен). Має 28 зупинок, подорож приблизно займає 29 хвилин.

## Рухомий склад
На балансі єдиного в місті тролейбусному депо знаходиться 34 одиниці рухомого складу трьох різних моделей. Весь рухомий склад є низькопідлоговим, найновіші моделі мають запас автономного ходу 12 км.
- 27 тролейбусів Irisbus Cristalis ETB12[en] придбаних у 2006—2011 роках.
- 4 зчленованих Hess Swisstrolley[fr] побудованих у 2012 році[1].
- 3 зчленованих Iveco Crealis IMC працюють на маршрутах з листопаду 2019 року[2].

### Історичний рухомий склад
Відкривали рух тролейбуси французької фірми Vétra моделі CB60s частина з яких працювала понад 40 років, їм на заміну були придбані тролейбуси Renault ER100. Після закінчення експлуатації для музею транспорту було збережено по 1 тролейбусу кожної моделі.

## Галерея

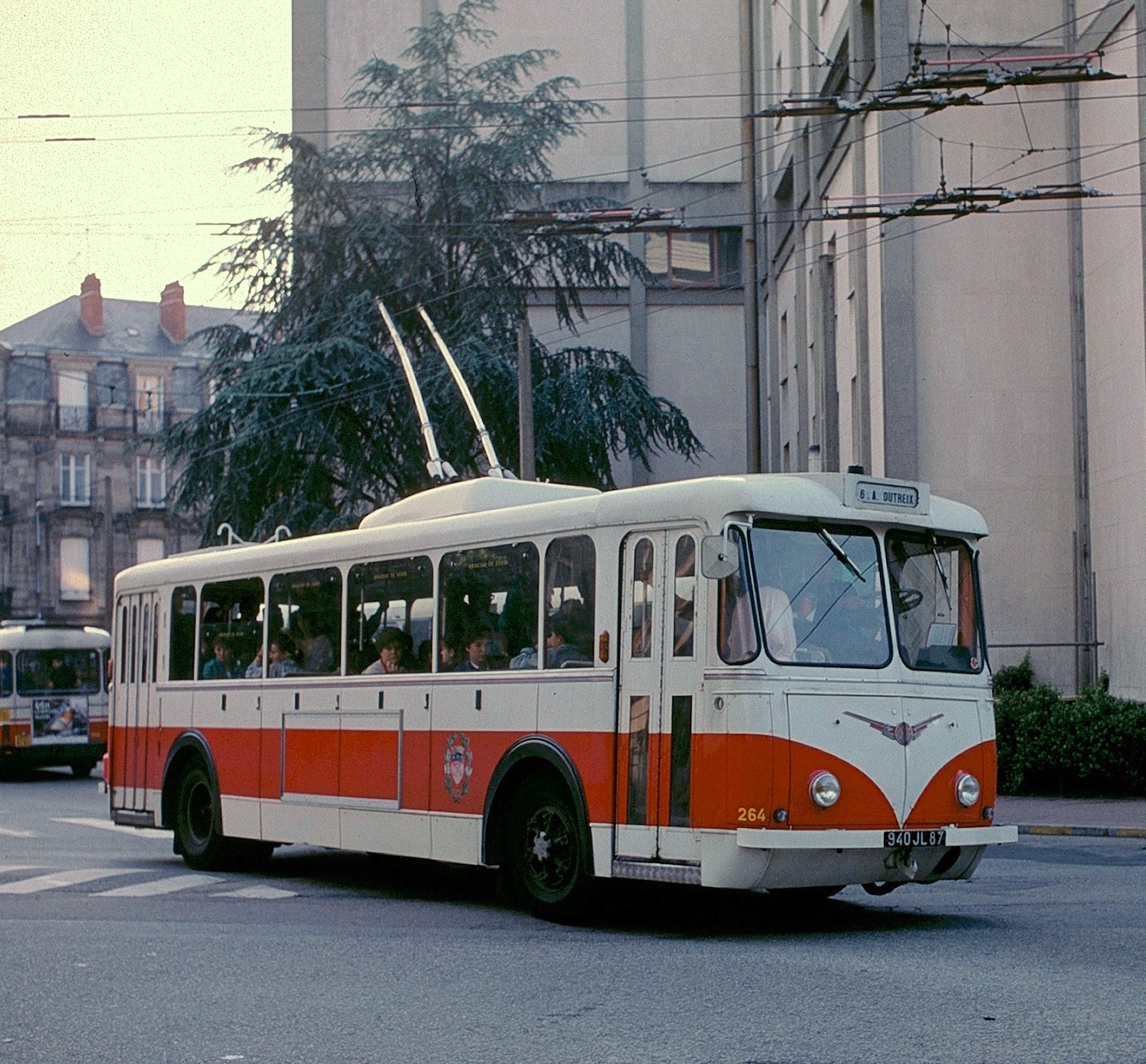
Тролейбус моделі Vetra VBRh (1988 рік)
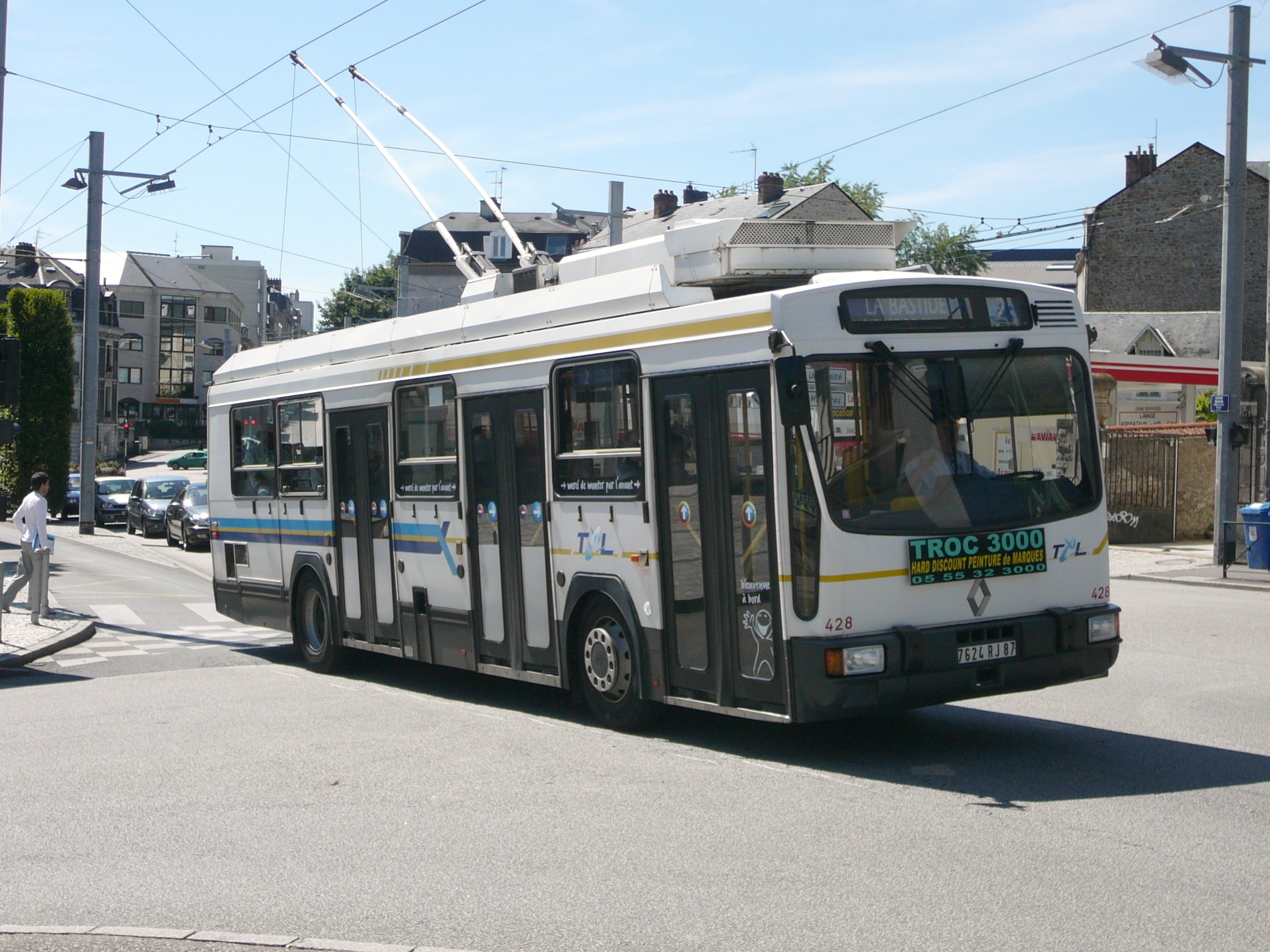
Тролейбус моделі Renault ER100H(2009 рік)
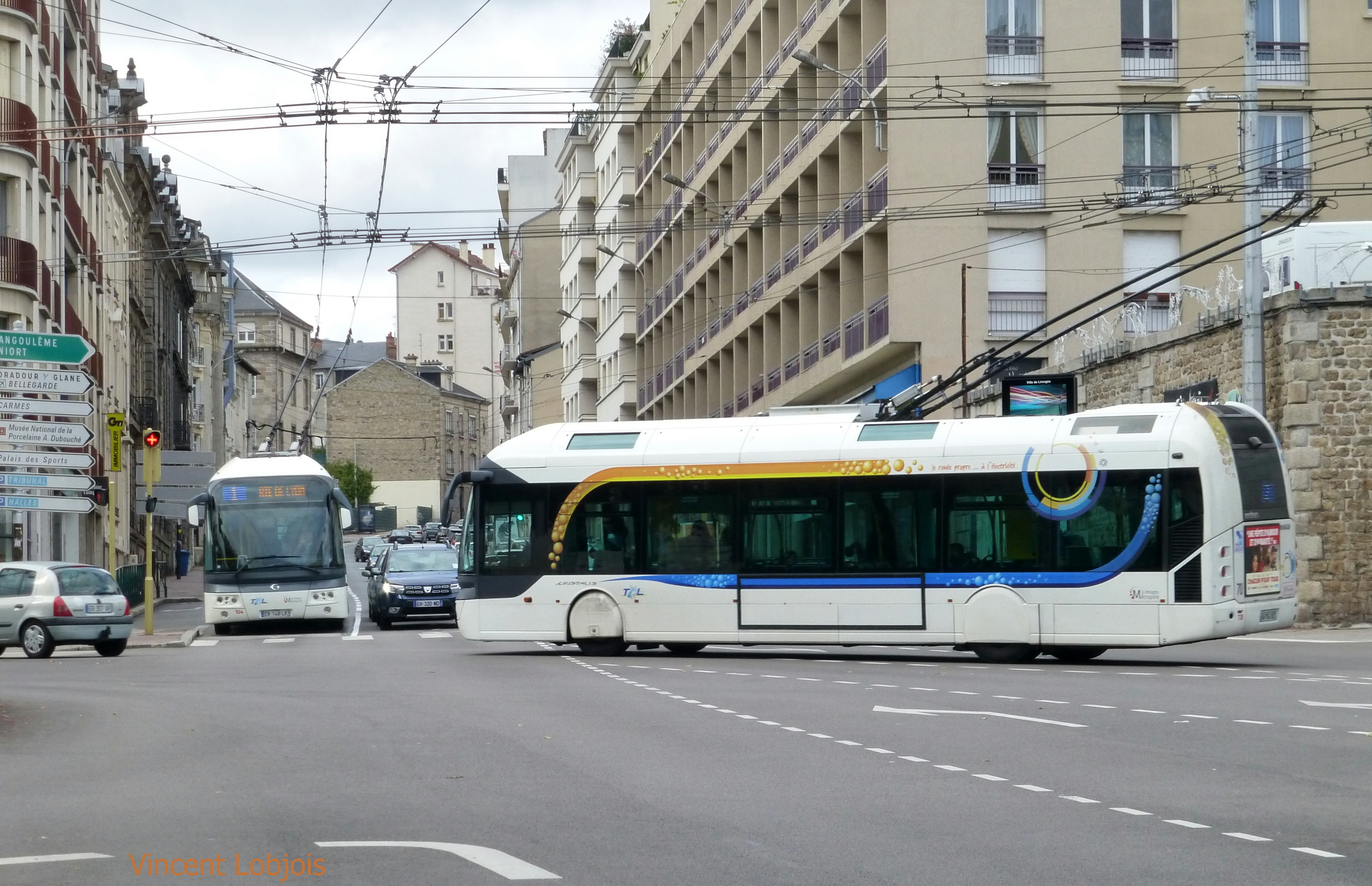
Тролейбуси моделі Irisbus Cristalis на одній з вулиць (2018 рік)
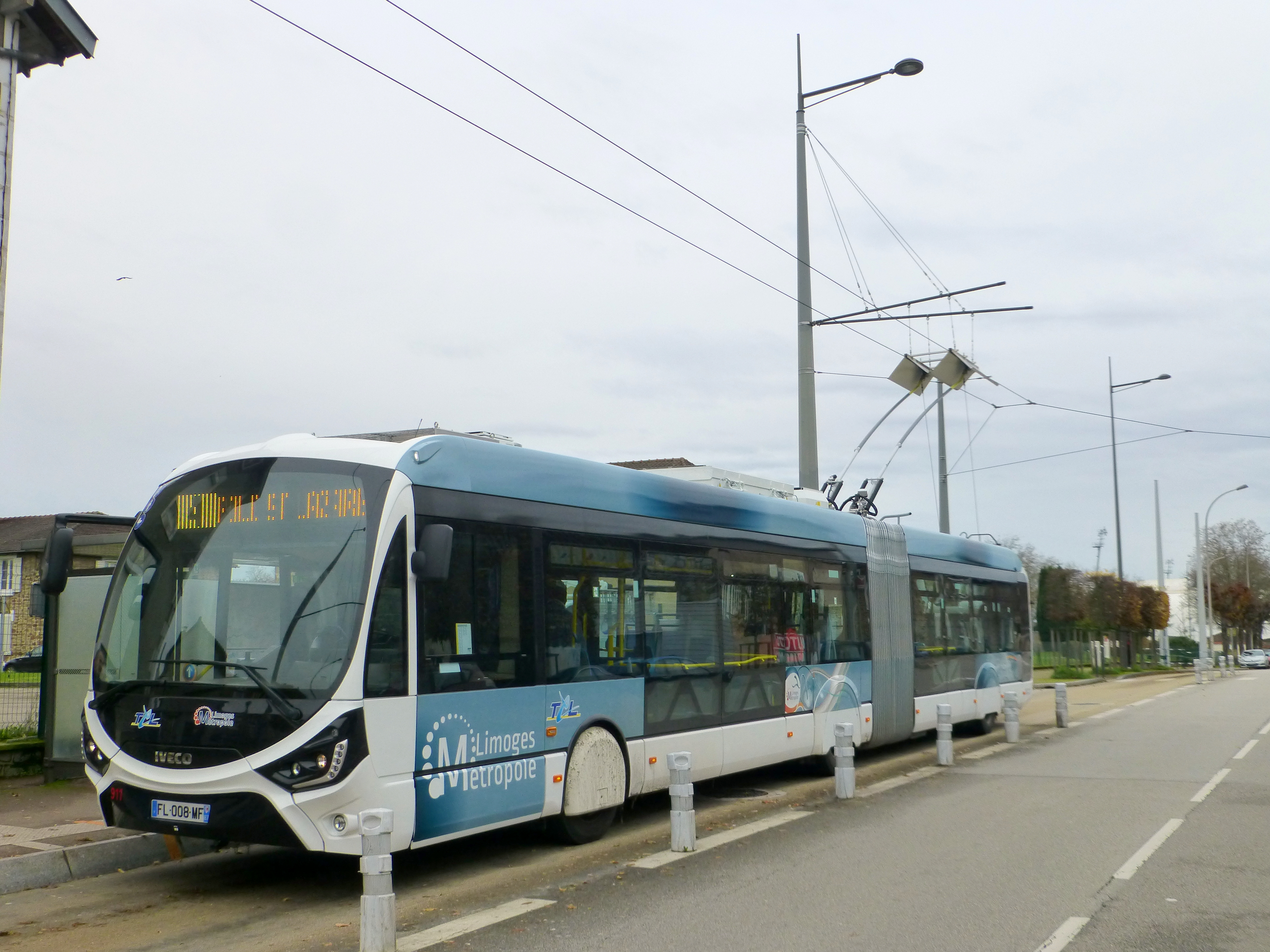
Зчленований тролейбус Crealis (2019 рік)